# Арон Нимцович
Арон Нимцович (рус. Аро́н Иса́евич Нимцо́вич; Рига, 7. новембар 1886 — Копенхаген, 16. март 1935) је био дански шахиста. Био је најистакнутија фигура међу хипермодернистима.

## Почетак дуге и успешне шаховске каријере
Потиче из јеврејске породице. Отац га је упутио на шах и млади Нимцович је постао пасионирани играч.
Нимцович одлази за Немачку 1904. на студије филозофије, али их није завршио. Учествује на турниру у Кобургу исте године. Ово је био почетак дуге и славне каријере као професионалног шахисте, која је трајала више од 30 година.
|   | a | b | c | d | e | f | g | h |   |
| 8 | a8 black rook · b8 black knight · c8 black bishop · d8 black queen · e8 black king · h8 black rook · a7 black pawn · b7 black pawn · c7 black pawn · d7 black pawn · f7 black pawn · g7 black pawn · h7 black pawn · e6 black pawn · f6 black knight · b4 black bishop · c4 white pawn · d4 white pawn · c3 white knight · a2 white pawn · b2 white pawn · e2 white pawn · f2 white pawn · g2 white pawn · h2 white pawn · a1 white rook · c1 white bishop · d1 white queen · e1 white king · f1 white bishop · g1 white knight · h1 white rook | a8 black rook · b8 black knight · c8 black bishop · d8 black queen · e8 black king · h8 black rook · a7 black pawn · b7 black pawn · c7 black pawn · d7 black pawn · f7 black pawn · g7 black pawn · h7 black pawn · e6 black pawn · f6 black knight · b4 black bishop · c4 white pawn · d4 white pawn · c3 white knight · a2 white pawn · b2 white pawn · e2 white pawn · f2 white pawn · g2 white pawn · h2 white pawn · a1 white rook · c1 white bishop · d1 white queen · e1 white king · f1 white bishop · g1 white knight · h1 white rook | a8 black rook · b8 black knight · c8 black bishop · d8 black queen · e8 black king · h8 black rook · a7 black pawn · b7 black pawn · c7 black pawn · d7 black pawn · f7 black pawn · g7 black pawn · h7 black pawn · e6 black pawn · f6 black knight · b4 black bishop · c4 white pawn · d4 white pawn · c3 white knight · a2 white pawn · b2 white pawn · e2 white pawn · f2 white pawn · g2 white pawn · h2 white pawn · a1 white rook · c1 white bishop · d1 white queen · e1 white king · f1 white bishop · g1 white knight · h1 white rook | a8 black rook · b8 black knight · c8 black bishop · d8 black queen · e8 black king · h8 black rook · a7 black pawn · b7 black pawn · c7 black pawn · d7 black pawn · f7 black pawn · g7 black pawn · h7 black pawn · e6 black pawn · f6 black knight · b4 black bishop · c4 white pawn · d4 white pawn · c3 white knight · a2 white pawn · b2 white pawn · e2 white pawn · f2 white pawn · g2 white pawn · h2 white pawn · a1 white rook · c1 white bishop · d1 white queen · e1 white king · f1 white bishop · g1 white knight · h1 white rook | a8 black rook · b8 black knight · c8 black bishop · d8 black queen · e8 black king · h8 black rook · a7 black pawn · b7 black pawn · c7 black pawn · d7 black pawn · f7 black pawn · g7 black pawn · h7 black pawn · e6 black pawn · f6 black knight · b4 black bishop · c4 white pawn · d4 white pawn · c3 white knight · a2 white pawn · b2 white pawn · e2 white pawn · f2 white pawn · g2 white pawn · h2 white pawn · a1 white rook · c1 white bishop · d1 white queen · e1 white king · f1 white bishop · g1 white knight · h1 white rook | a8 black rook · b8 black knight · c8 black bishop · d8 black queen · e8 black king · h8 black rook · a7 black pawn · b7 black pawn · c7 black pawn · d7 black pawn · f7 black pawn · g7 black pawn · h7 black pawn · e6 black pawn · f6 black knight · b4 black bishop · c4 white pawn · d4 white pawn · c3 white knight · a2 white pawn · b2 white pawn · e2 white pawn · f2 white pawn · g2 white pawn · h2 white pawn · a1 white rook · c1 white bishop · d1 white queen · e1 white king · f1 white bishop · g1 white knight · h1 white rook | a8 black rook · b8 black knight · c8 black bishop · d8 black queen · e8 black king · h8 black rook · a7 black pawn · b7 black pawn · c7 black pawn · d7 black pawn · f7 black pawn · g7 black pawn · h7 black pawn · e6 black pawn · f6 black knight · b4 black bishop · c4 white pawn · d4 white pawn · c3 white knight · a2 white pawn · b2 white pawn · e2 white pawn · f2 white pawn · g2 white pawn · h2 white pawn · a1 white rook · c1 white bishop · d1 white queen · e1 white king · f1 white bishop · g1 white knight · h1 white rook | a8 black rook · b8 black knight · c8 black bishop · d8 black queen · e8 black king · h8 black rook · a7 black pawn · b7 black pawn · c7 black pawn · d7 black pawn · f7 black pawn · g7 black pawn · h7 black pawn · e6 black pawn · f6 black knight · b4 black bishop · c4 white pawn · d4 white pawn · c3 white knight · a2 white pawn · b2 white pawn · e2 white pawn · f2 white pawn · g2 white pawn · h2 white pawn · a1 white rook · c1 white bishop · d1 white queen · e1 white king · f1 white bishop · g1 white knight · h1 white rook | 8 |
| 7 | a8 black rook · b8 black knight · c8 black bishop · d8 black queen · e8 black king · h8 black rook · a7 black pawn · b7 black pawn · c7 black pawn · d7 black pawn · f7 black pawn · g7 black pawn · h7 black pawn · e6 black pawn · f6 black knight · b4 black bishop · c4 white pawn · d4 white pawn · c3 white knight · a2 white pawn · b2 white pawn · e2 white pawn · f2 white pawn · g2 white pawn · h2 white pawn · a1 white rook · c1 white bishop · d1 white queen · e1 white king · f1 white bishop · g1 white knight · h1 white rook | a8 black rook · b8 black knight · c8 black bishop · d8 black queen · e8 black king · h8 black rook · a7 black pawn · b7 black pawn · c7 black pawn · d7 black pawn · f7 black pawn · g7 black pawn · h7 black pawn · e6 black pawn · f6 black knight · b4 black bishop · c4 white pawn · d4 white pawn · c3 white knight · a2 white pawn · b2 white pawn · e2 white pawn · f2 white pawn · g2 white pawn · h2 white pawn · a1 white rook · c1 white bishop · d1 white queen · e1 white king · f1 white bishop · g1 white knight · h1 white rook | a8 black rook · b8 black knight · c8 black bishop · d8 black queen · e8 black king · h8 black rook · a7 black pawn · b7 black pawn · c7 black pawn · d7 black pawn · f7 black pawn · g7 black pawn · h7 black pawn · e6 black pawn · f6 black knight · b4 black bishop · c4 white pawn · d4 white pawn · c3 white knight · a2 white pawn · b2 white pawn · e2 white pawn · f2 white pawn · g2 white pawn · h2 white pawn · a1 white rook · c1 white bishop · d1 white queen · e1 white king · f1 white bishop · g1 white knight · h1 white rook | a8 black rook · b8 black knight · c8 black bishop · d8 black queen · e8 black king · h8 black rook · a7 black pawn · b7 black pawn · c7 black pawn · d7 black pawn · f7 black pawn · g7 black pawn · h7 black pawn · e6 black pawn · f6 black knight · b4 black bishop · c4 white pawn · d4 white pawn · c3 white knight · a2 white pawn · b2 white pawn · e2 white pawn · f2 white pawn · g2 white pawn · h2 white pawn · a1 white rook · c1 white bishop · d1 white queen · e1 white king · f1 white bishop · g1 white knight · h1 white rook | a8 black rook · b8 black knight · c8 black bishop · d8 black queen · e8 black king · h8 black rook · a7 black pawn · b7 black pawn · c7 black pawn · d7 black pawn · f7 black pawn · g7 black pawn · h7 black pawn · e6 black pawn · f6 black knight · b4 black bishop · c4 white pawn · d4 white pawn · c3 white knight · a2 white pawn · b2 white pawn · e2 white pawn · f2 white pawn · g2 white pawn · h2 white pawn · a1 white rook · c1 white bishop · d1 white queen · e1 white king · f1 white bishop · g1 white knight · h1 white rook | a8 black rook · b8 black knight · c8 black bishop · d8 black queen · e8 black king · h8 black rook · a7 black pawn · b7 black pawn · c7 black pawn · d7 black pawn · f7 black pawn · g7 black pawn · h7 black pawn · e6 black pawn · f6 black knight · b4 black bishop · c4 white pawn · d4 white pawn · c3 white knight · a2 white pawn · b2 white pawn · e2 white pawn · f2 white pawn · g2 white pawn · h2 white pawn · a1 white rook · c1 white bishop · d1 white queen · e1 white king · f1 white bishop · g1 white knight · h1 white rook | a8 black rook · b8 black knight · c8 black bishop · d8 black queen · e8 black king · h8 black rook · a7 black pawn · b7 black pawn · c7 black pawn · d7 black pawn · f7 black pawn · g7 black pawn · h7 black pawn · e6 black pawn · f6 black knight · b4 black bishop · c4 white pawn · d4 white pawn · c3 white knight · a2 white pawn · b2 white pawn · e2 white pawn · f2 white pawn · g2 white pawn · h2 white pawn · a1 white rook · c1 white bishop · d1 white queen · e1 white king · f1 white bishop · g1 white knight · h1 white rook | a8 black rook · b8 black knight · c8 black bishop · d8 black queen · e8 black king · h8 black rook · a7 black pawn · b7 black pawn · c7 black pawn · d7 black pawn · f7 black pawn · g7 black pawn · h7 black pawn · e6 black pawn · f6 black knight · b4 black bishop · c4 white pawn · d4 white pawn · c3 white knight · a2 white pawn · b2 white pawn · e2 white pawn · f2 white pawn · g2 white pawn · h2 white pawn · a1 white rook · c1 white bishop · d1 white queen · e1 white king · f1 white bishop · g1 white knight · h1 white rook | 7 |
| 6 | a8 black rook · b8 black knight · c8 black bishop · d8 black queen · e8 black king · h8 black rook · a7 black pawn · b7 black pawn · c7 black pawn · d7 black pawn · f7 black pawn · g7 black pawn · h7 black pawn · e6 black pawn · f6 black knight · b4 black bishop · c4 white pawn · d4 white pawn · c3 white knight · a2 white pawn · b2 white pawn · e2 white pawn · f2 white pawn · g2 white pawn · h2 white pawn · a1 white rook · c1 white bishop · d1 white queen · e1 white king · f1 white bishop · g1 white knight · h1 white rook | a8 black rook · b8 black knight · c8 black bishop · d8 black queen · e8 black king · h8 black rook · a7 black pawn · b7 black pawn · c7 black pawn · d7 black pawn · f7 black pawn · g7 black pawn · h7 black pawn · e6 black pawn · f6 black knight · b4 black bishop · c4 white pawn · d4 white pawn · c3 white knight · a2 white pawn · b2 white pawn · e2 white pawn · f2 white pawn · g2 white pawn · h2 white pawn · a1 white rook · c1 white bishop · d1 white queen · e1 white king · f1 white bishop · g1 white knight · h1 white rook | a8 black rook · b8 black knight · c8 black bishop · d8 black queen · e8 black king · h8 black rook · a7 black pawn · b7 black pawn · c7 black pawn · d7 black pawn · f7 black pawn · g7 black pawn · h7 black pawn · e6 black pawn · f6 black knight · b4 black bishop · c4 white pawn · d4 white pawn · c3 white knight · a2 white pawn · b2 white pawn · e2 white pawn · f2 white pawn · g2 white pawn · h2 white pawn · a1 white rook · c1 white bishop · d1 white queen · e1 white king · f1 white bishop · g1 white knight · h1 white rook | a8 black rook · b8 black knight · c8 black bishop · d8 black queen · e8 black king · h8 black rook · a7 black pawn · b7 black pawn · c7 black pawn · d7 black pawn · f7 black pawn · g7 black pawn · h7 black pawn · e6 black pawn · f6 black knight · b4 black bishop · c4 white pawn · d4 white pawn · c3 white knight · a2 white pawn · b2 white pawn · e2 white pawn · f2 white pawn · g2 white pawn · h2 white pawn · a1 white rook · c1 white bishop · d1 white queen · e1 white king · f1 white bishop · g1 white knight · h1 white rook | a8 black rook · b8 black knight · c8 black bishop · d8 black queen · e8 black king · h8 black rook · a7 black pawn · b7 black pawn · c7 black pawn · d7 black pawn · f7 black pawn · g7 black pawn · h7 black pawn · e6 black pawn · f6 black knight · b4 black bishop · c4 white pawn · d4 white pawn · c3 white knight · a2 white pawn · b2 white pawn · e2 white pawn · f2 white pawn · g2 white pawn · h2 white pawn · a1 white rook · c1 white bishop · d1 white queen · e1 white king · f1 white bishop · g1 white knight · h1 white rook | a8 black rook · b8 black knight · c8 black bishop · d8 black queen · e8 black king · h8 black rook · a7 black pawn · b7 black pawn · c7 black pawn · d7 black pawn · f7 black pawn · g7 black pawn · h7 black pawn · e6 black pawn · f6 black knight · b4 black bishop · c4 white pawn · d4 white pawn · c3 white knight · a2 white pawn · b2 white pawn · e2 white pawn · f2 white pawn · g2 white pawn · h2 white pawn · a1 white rook · c1 white bishop · d1 white queen · e1 white king · f1 white bishop · g1 white knight · h1 white rook | a8 black rook · b8 black knight · c8 black bishop · d8 black queen · e8 black king · h8 black rook · a7 black pawn · b7 black pawn · c7 black pawn · d7 black pawn · f7 black pawn · g7 black pawn · h7 black pawn · e6 black pawn · f6 black knight · b4 black bishop · c4 white pawn · d4 white pawn · c3 white knight · a2 white pawn · b2 white pawn · e2 white pawn · f2 white pawn · g2 white pawn · h2 white pawn · a1 white rook · c1 white bishop · d1 white queen · e1 white king · f1 white bishop · g1 white knight · h1 white rook | a8 black rook · b8 black knight · c8 black bishop · d8 black queen · e8 black king · h8 black rook · a7 black pawn · b7 black pawn · c7 black pawn · d7 black pawn · f7 black pawn · g7 black pawn · h7 black pawn · e6 black pawn · f6 black knight · b4 black bishop · c4 white pawn · d4 white pawn · c3 white knight · a2 white pawn · b2 white pawn · e2 white pawn · f2 white pawn · g2 white pawn · h2 white pawn · a1 white rook · c1 white bishop · d1 white queen · e1 white king · f1 white bishop · g1 white knight · h1 white rook | 6 |
| 5 | a8 black rook · b8 black knight · c8 black bishop · d8 black queen · e8 black king · h8 black rook · a7 black pawn · b7 black pawn · c7 black pawn · d7 black pawn · f7 black pawn · g7 black pawn · h7 black pawn · e6 black pawn · f6 black knight · b4 black bishop · c4 white pawn · d4 white pawn · c3 white knight · a2 white pawn · b2 white pawn · e2 white pawn · f2 white pawn · g2 white pawn · h2 white pawn · a1 white rook · c1 white bishop · d1 white queen · e1 white king · f1 white bishop · g1 white knight · h1 white rook | a8 black rook · b8 black knight · c8 black bishop · d8 black queen · e8 black king · h8 black rook · a7 black pawn · b7 black pawn · c7 black pawn · d7 black pawn · f7 black pawn · g7 black pawn · h7 black pawn · e6 black pawn · f6 black knight · b4 black bishop · c4 white pawn · d4 white pawn · c3 white knight · a2 white pawn · b2 white pawn · e2 white pawn · f2 white pawn · g2 white pawn · h2 white pawn · a1 white rook · c1 white bishop · d1 white queen · e1 white king · f1 white bishop · g1 white knight · h1 white rook | a8 black rook · b8 black knight · c8 black bishop · d8 black queen · e8 black king · h8 black rook · a7 black pawn · b7 black pawn · c7 black pawn · d7 black pawn · f7 black pawn · g7 black pawn · h7 black pawn · e6 black pawn · f6 black knight · b4 black bishop · c4 white pawn · d4 white pawn · c3 white knight · a2 white pawn · b2 white pawn · e2 white pawn · f2 white pawn · g2 white pawn · h2 white pawn · a1 white rook · c1 white bishop · d1 white queen · e1 white king · f1 white bishop · g1 white knight · h1 white rook | a8 black rook · b8 black knight · c8 black bishop · d8 black queen · e8 black king · h8 black rook · a7 black pawn · b7 black pawn · c7 black pawn · d7 black pawn · f7 black pawn · g7 black pawn · h7 black pawn · e6 black pawn · f6 black knight · b4 black bishop · c4 white pawn · d4 white pawn · c3 white knight · a2 white pawn · b2 white pawn · e2 white pawn · f2 white pawn · g2 white pawn · h2 white pawn · a1 white rook · c1 white bishop · d1 white queen · e1 white king · f1 white bishop · g1 white knight · h1 white rook | a8 black rook · b8 black knight · c8 black bishop · d8 black queen · e8 black king · h8 black rook · a7 black pawn · b7 black pawn · c7 black pawn · d7 black pawn · f7 black pawn · g7 black pawn · h7 black pawn · e6 black pawn · f6 black knight · b4 black bishop · c4 white pawn · d4 white pawn · c3 white knight · a2 white pawn · b2 white pawn · e2 white pawn · f2 white pawn · g2 white pawn · h2 white pawn · a1 white rook · c1 white bishop · d1 white queen · e1 white king · f1 white bishop · g1 white knight · h1 white rook | a8 black rook · b8 black knight · c8 black bishop · d8 black queen · e8 black king · h8 black rook · a7 black pawn · b7 black pawn · c7 black pawn · d7 black pawn · f7 black pawn · g7 black pawn · h7 black pawn · e6 black pawn · f6 black knight · b4 black bishop · c4 white pawn · d4 white pawn · c3 white knight · a2 white pawn · b2 white pawn · e2 white pawn · f2 white pawn · g2 white pawn · h2 white pawn · a1 white rook · c1 white bishop · d1 white queen · e1 white king · f1 white bishop · g1 white knight · h1 white rook | a8 black rook · b8 black knight · c8 black bishop · d8 black queen · e8 black king · h8 black rook · a7 black pawn · b7 black pawn · c7 black pawn · d7 black pawn · f7 black pawn · g7 black pawn · h7 black pawn · e6 black pawn · f6 black knight · b4 black bishop · c4 white pawn · d4 white pawn · c3 white knight · a2 white pawn · b2 white pawn · e2 white pawn · f2 white pawn · g2 white pawn · h2 white pawn · a1 white rook · c1 white bishop · d1 white queen · e1 white king · f1 white bishop · g1 white knight · h1 white rook | a8 black rook · b8 black knight · c8 black bishop · d8 black queen · e8 black king · h8 black rook · a7 black pawn · b7 black pawn · c7 black pawn · d7 black pawn · f7 black pawn · g7 black pawn · h7 black pawn · e6 black pawn · f6 black knight · b4 black bishop · c4 white pawn · d4 white pawn · c3 white knight · a2 white pawn · b2 white pawn · e2 white pawn · f2 white pawn · g2 white pawn · h2 white pawn · a1 white rook · c1 white bishop · d1 white queen · e1 white king · f1 white bishop · g1 white knight · h1 white rook | 5 |
| 4 | a8 black rook · b8 black knight · c8 black bishop · d8 black queen · e8 black king · h8 black rook · a7 black pawn · b7 black pawn · c7 black pawn · d7 black pawn · f7 black pawn · g7 black pawn · h7 black pawn · e6 black pawn · f6 black knight · b4 black bishop · c4 white pawn · d4 white pawn · c3 white knight · a2 white pawn · b2 white pawn · e2 white pawn · f2 white pawn · g2 white pawn · h2 white pawn · a1 white rook · c1 white bishop · d1 white queen · e1 white king · f1 white bishop · g1 white knight · h1 white rook | a8 black rook · b8 black knight · c8 black bishop · d8 black queen · e8 black king · h8 black rook · a7 black pawn · b7 black pawn · c7 black pawn · d7 black pawn · f7 black pawn · g7 black pawn · h7 black pawn · e6 black pawn · f6 black knight · b4 black bishop · c4 white pawn · d4 white pawn · c3 white knight · a2 white pawn · b2 white pawn · e2 white pawn · f2 white pawn · g2 white pawn · h2 white pawn · a1 white rook · c1 white bishop · d1 white queen · e1 white king · f1 white bishop · g1 white knight · h1 white rook | a8 black rook · b8 black knight · c8 black bishop · d8 black queen · e8 black king · h8 black rook · a7 black pawn · b7 black pawn · c7 black pawn · d7 black pawn · f7 black pawn · g7 black pawn · h7 black pawn · e6 black pawn · f6 black knight · b4 black bishop · c4 white pawn · d4 white pawn · c3 white knight · a2 white pawn · b2 white pawn · e2 white pawn · f2 white pawn · g2 white pawn · h2 white pawn · a1 white rook · c1 white bishop · d1 white queen · e1 white king · f1 white bishop · g1 white knight · h1 white rook | a8 black rook · b8 black knight · c8 black bishop · d8 black queen · e8 black king · h8 black rook · a7 black pawn · b7 black pawn · c7 black pawn · d7 black pawn · f7 black pawn · g7 black pawn · h7 black pawn · e6 black pawn · f6 black knight · b4 black bishop · c4 white pawn · d4 white pawn · c3 white knight · a2 white pawn · b2 white pawn · e2 white pawn · f2 white pawn · g2 white pawn · h2 white pawn · a1 white rook · c1 white bishop · d1 white queen · e1 white king · f1 white bishop · g1 white knight · h1 white rook | a8 black rook · b8 black knight · c8 black bishop · d8 black queen · e8 black king · h8 black rook · a7 black pawn · b7 black pawn · c7 black pawn · d7 black pawn · f7 black pawn · g7 black pawn · h7 black pawn · e6 black pawn · f6 black knight · b4 black bishop · c4 white pawn · d4 white pawn · c3 white knight · a2 white pawn · b2 white pawn · e2 white pawn · f2 white pawn · g2 white pawn · h2 white pawn · a1 white rook · c1 white bishop · d1 white queen · e1 white king · f1 white bishop · g1 white knight · h1 white rook | a8 black rook · b8 black knight · c8 black bishop · d8 black queen · e8 black king · h8 black rook · a7 black pawn · b7 black pawn · c7 black pawn · d7 black pawn · f7 black pawn · g7 black pawn · h7 black pawn · e6 black pawn · f6 black knight · b4 black bishop · c4 white pawn · d4 white pawn · c3 white knight · a2 white pawn · b2 white pawn · e2 white pawn · f2 white pawn · g2 white pawn · h2 white pawn · a1 white rook · c1 white bishop · d1 white queen · e1 white king · f1 white bishop · g1 white knight · h1 white rook | a8 black rook · b8 black knight · c8 black bishop · d8 black queen · e8 black king · h8 black rook · a7 black pawn · b7 black pawn · c7 black pawn · d7 black pawn · f7 black pawn · g7 black pawn · h7 black pawn · e6 black pawn · f6 black knight · b4 black bishop · c4 white pawn · d4 white pawn · c3 white knight · a2 white pawn · b2 white pawn · e2 white pawn · f2 white pawn · g2 white pawn · h2 white pawn · a1 white rook · c1 white bishop · d1 white queen · e1 white king · f1 white bishop · g1 white knight · h1 white rook | a8 black rook · b8 black knight · c8 black bishop · d8 black queen · e8 black king · h8 black rook · a7 black pawn · b7 black pawn · c7 black pawn · d7 black pawn · f7 black pawn · g7 black pawn · h7 black pawn · e6 black pawn · f6 black knight · b4 black bishop · c4 white pawn · d4 white pawn · c3 white knight · a2 white pawn · b2 white pawn · e2 white pawn · f2 white pawn · g2 white pawn · h2 white pawn · a1 white rook · c1 white bishop · d1 white queen · e1 white king · f1 white bishop · g1 white knight · h1 white rook | 4 |
| 3 | a8 black rook · b8 black knight · c8 black bishop · d8 black queen · e8 black king · h8 black rook · a7 black pawn · b7 black pawn · c7 black pawn · d7 black pawn · f7 black pawn · g7 black pawn · h7 black pawn · e6 black pawn · f6 black knight · b4 black bishop · c4 white pawn · d4 white pawn · c3 white knight · a2 white pawn · b2 white pawn · e2 white pawn · f2 white pawn · g2 white pawn · h2 white pawn · a1 white rook · c1 white bishop · d1 white queen · e1 white king · f1 white bishop · g1 white knight · h1 white rook | a8 black rook · b8 black knight · c8 black bishop · d8 black queen · e8 black king · h8 black rook · a7 black pawn · b7 black pawn · c7 black pawn · d7 black pawn · f7 black pawn · g7 black pawn · h7 black pawn · e6 black pawn · f6 black knight · b4 black bishop · c4 white pawn · d4 white pawn · c3 white knight · a2 white pawn · b2 white pawn · e2 white pawn · f2 white pawn · g2 white pawn · h2 white pawn · a1 white rook · c1 white bishop · d1 white queen · e1 white king · f1 white bishop · g1 white knight · h1 white rook | a8 black rook · b8 black knight · c8 black bishop · d8 black queen · e8 black king · h8 black rook · a7 black pawn · b7 black pawn · c7 black pawn · d7 black pawn · f7 black pawn · g7 black pawn · h7 black pawn · e6 black pawn · f6 black knight · b4 black bishop · c4 white pawn · d4 white pawn · c3 white knight · a2 white pawn · b2 white pawn · e2 white pawn · f2 white pawn · g2 white pawn · h2 white pawn · a1 white rook · c1 white bishop · d1 white queen · e1 white king · f1 white bishop · g1 white knight · h1 white rook | a8 black rook · b8 black knight · c8 black bishop · d8 black queen · e8 black king · h8 black rook · a7 black pawn · b7 black pawn · c7 black pawn · d7 black pawn · f7 black pawn · g7 black pawn · h7 black pawn · e6 black pawn · f6 black knight · b4 black bishop · c4 white pawn · d4 white pawn · c3 white knight · a2 white pawn · b2 white pawn · e2 white pawn · f2 white pawn · g2 white pawn · h2 white pawn · a1 white rook · c1 white bishop · d1 white queen · e1 white king · f1 white bishop · g1 white knight · h1 white rook | a8 black rook · b8 black knight · c8 black bishop · d8 black queen · e8 black king · h8 black rook · a7 black pawn · b7 black pawn · c7 black pawn · d7 black pawn · f7 black pawn · g7 black pawn · h7 black pawn · e6 black pawn · f6 black knight · b4 black bishop · c4 white pawn · d4 white pawn · c3 white knight · a2 white pawn · b2 white pawn · e2 white pawn · f2 white pawn · g2 white pawn · h2 white pawn · a1 white rook · c1 white bishop · d1 white queen · e1 white king · f1 white bishop · g1 white knight · h1 white rook | a8 black rook · b8 black knight · c8 black bishop · d8 black queen · e8 black king · h8 black rook · a7 black pawn · b7 black pawn · c7 black pawn · d7 black pawn · f7 black pawn · g7 black pawn · h7 black pawn · e6 black pawn · f6 black knight · b4 black bishop · c4 white pawn · d4 white pawn · c3 white knight · a2 white pawn · b2 white pawn · e2 white pawn · f2 white pawn · g2 white pawn · h2 white pawn · a1 white rook · c1 white bishop · d1 white queen · e1 white king · f1 white bishop · g1 white knight · h1 white rook | a8 black rook · b8 black knight · c8 black bishop · d8 black queen · e8 black king · h8 black rook · a7 black pawn · b7 black pawn · c7 black pawn · d7 black pawn · f7 black pawn · g7 black pawn · h7 black pawn · e6 black pawn · f6 black knight · b4 black bishop · c4 white pawn · d4 white pawn · c3 white knight · a2 white pawn · b2 white pawn · e2 white pawn · f2 white pawn · g2 white pawn · h2 white pawn · a1 white rook · c1 white bishop · d1 white queen · e1 white king · f1 white bishop · g1 white knight · h1 white rook | a8 black rook · b8 black knight · c8 black bishop · d8 black queen · e8 black king · h8 black rook · a7 black pawn · b7 black pawn · c7 black pawn · d7 black pawn · f7 black pawn · g7 black pawn · h7 black pawn · e6 black pawn · f6 black knight · b4 black bishop · c4 white pawn · d4 white pawn · c3 white knight · a2 white pawn · b2 white pawn · e2 white pawn · f2 white pawn · g2 white pawn · h2 white pawn · a1 white rook · c1 white bishop · d1 white queen · e1 white king · f1 white bishop · g1 white knight · h1 white rook | 3 |
| 2 | a8 black rook · b8 black knight · c8 black bishop · d8 black queen · e8 black king · h8 black rook · a7 black pawn · b7 black pawn · c7 black pawn · d7 black pawn · f7 black pawn · g7 black pawn · h7 black pawn · e6 black pawn · f6 black knight · b4 black bishop · c4 white pawn · d4 white pawn · c3 white knight · a2 white pawn · b2 white pawn · e2 white pawn · f2 white pawn · g2 white pawn · h2 white pawn · a1 white rook · c1 white bishop · d1 white queen · e1 white king · f1 white bishop · g1 white knight · h1 white rook | a8 black rook · b8 black knight · c8 black bishop · d8 black queen · e8 black king · h8 black rook · a7 black pawn · b7 black pawn · c7 black pawn · d7 black pawn · f7 black pawn · g7 black pawn · h7 black pawn · e6 black pawn · f6 black knight · b4 black bishop · c4 white pawn · d4 white pawn · c3 white knight · a2 white pawn · b2 white pawn · e2 white pawn · f2 white pawn · g2 white pawn · h2 white pawn · a1 white rook · c1 white bishop · d1 white queen · e1 white king · f1 white bishop · g1 white knight · h1 white rook | a8 black rook · b8 black knight · c8 black bishop · d8 black queen · e8 black king · h8 black rook · a7 black pawn · b7 black pawn · c7 black pawn · d7 black pawn · f7 black pawn · g7 black pawn · h7 black pawn · e6 black pawn · f6 black knight · b4 black bishop · c4 white pawn · d4 white pawn · c3 white knight · a2 white pawn · b2 white pawn · e2 white pawn · f2 white pawn · g2 white pawn · h2 white pawn · a1 white rook · c1 white bishop · d1 white queen · e1 white king · f1 white bishop · g1 white knight · h1 white rook | a8 black rook · b8 black knight · c8 black bishop · d8 black queen · e8 black king · h8 black rook · a7 black pawn · b7 black pawn · c7 black pawn · d7 black pawn · f7 black pawn · g7 black pawn · h7 black pawn · e6 black pawn · f6 black knight · b4 black bishop · c4 white pawn · d4 white pawn · c3 white knight · a2 white pawn · b2 white pawn · e2 white pawn · f2 white pawn · g2 white pawn · h2 white pawn · a1 white rook · c1 white bishop · d1 white queen · e1 white king · f1 white bishop · g1 white knight · h1 white rook | a8 black rook · b8 black knight · c8 black bishop · d8 black queen · e8 black king · h8 black rook · a7 black pawn · b7 black pawn · c7 black pawn · d7 black pawn · f7 black pawn · g7 black pawn · h7 black pawn · e6 black pawn · f6 black knight · b4 black bishop · c4 white pawn · d4 white pawn · c3 white knight · a2 white pawn · b2 white pawn · e2 white pawn · f2 white pawn · g2 white pawn · h2 white pawn · a1 white rook · c1 white bishop · d1 white queen · e1 white king · f1 white bishop · g1 white knight · h1 white rook | a8 black rook · b8 black knight · c8 black bishop · d8 black queen · e8 black king · h8 black rook · a7 black pawn · b7 black pawn · c7 black pawn · d7 black pawn · f7 black pawn · g7 black pawn · h7 black pawn · e6 black pawn · f6 black knight · b4 black bishop · c4 white pawn · d4 white pawn · c3 white knight · a2 white pawn · b2 white pawn · e2 white pawn · f2 white pawn · g2 white pawn · h2 white pawn · a1 white rook · c1 white bishop · d1 white queen · e1 white king · f1 white bishop · g1 white knight · h1 white rook | a8 black rook · b8 black knight · c8 black bishop · d8 black queen · e8 black king · h8 black rook · a7 black pawn · b7 black pawn · c7 black pawn · d7 black pawn · f7 black pawn · g7 black pawn · h7 black pawn · e6 black pawn · f6 black knight · b4 black bishop · c4 white pawn · d4 white pawn · c3 white knight · a2 white pawn · b2 white pawn · e2 white pawn · f2 white pawn · g2 white pawn · h2 white pawn · a1 white rook · c1 white bishop · d1 white queen · e1 white king · f1 white bishop · g1 white knight · h1 white rook | a8 black rook · b8 black knight · c8 black bishop · d8 black queen · e8 black king · h8 black rook · a7 black pawn · b7 black pawn · c7 black pawn · d7 black pawn · f7 black pawn · g7 black pawn · h7 black pawn · e6 black pawn · f6 black knight · b4 black bishop · c4 white pawn · d4 white pawn · c3 white knight · a2 white pawn · b2 white pawn · e2 white pawn · f2 white pawn · g2 white pawn · h2 white pawn · a1 white rook · c1 white bishop · d1 white queen · e1 white king · f1 white bishop · g1 white knight · h1 white rook | 2 |
| 1 | a8 black rook · b8 black knight · c8 black bishop · d8 black queen · e8 black king · h8 black rook · a7 black pawn · b7 black pawn · c7 black pawn · d7 black pawn · f7 black pawn · g7 black pawn · h7 black pawn · e6 black pawn · f6 black knight · b4 black bishop · c4 white pawn · d4 white pawn · c3 white knight · a2 white pawn · b2 white pawn · e2 white pawn · f2 white pawn · g2 white pawn · h2 white pawn · a1 white rook · c1 white bishop · d1 white queen · e1 white king · f1 white bishop · g1 white knight · h1 white rook | a8 black rook · b8 black knight · c8 black bishop · d8 black queen · e8 black king · h8 black rook · a7 black pawn · b7 black pawn · c7 black pawn · d7 black pawn · f7 black pawn · g7 black pawn · h7 black pawn · e6 black pawn · f6 black knight · b4 black bishop · c4 white pawn · d4 white pawn · c3 white knight · a2 white pawn · b2 white pawn · e2 white pawn · f2 white pawn · g2 white pawn · h2 white pawn · a1 white rook · c1 white bishop · d1 white queen · e1 white king · f1 white bishop · g1 white knight · h1 white rook | a8 black rook · b8 black knight · c8 black bishop · d8 black queen · e8 black king · h8 black rook · a7 black pawn · b7 black pawn · c7 black pawn · d7 black pawn · f7 black pawn · g7 black pawn · h7 black pawn · e6 black pawn · f6 black knight · b4 black bishop · c4 white pawn · d4 white pawn · c3 white knight · a2 white pawn · b2 white pawn · e2 white pawn · f2 white pawn · g2 white pawn · h2 white pawn · a1 white rook · c1 white bishop · d1 white queen · e1 white king · f1 white bishop · g1 white knight · h1 white rook | a8 black rook · b8 black knight · c8 black bishop · d8 black queen · e8 black king · h8 black rook · a7 black pawn · b7 black pawn · c7 black pawn · d7 black pawn · f7 black pawn · g7 black pawn · h7 black pawn · e6 black pawn · f6 black knight · b4 black bishop · c4 white pawn · d4 white pawn · c3 white knight · a2 white pawn · b2 white pawn · e2 white pawn · f2 white pawn · g2 white pawn · h2 white pawn · a1 white rook · c1 white bishop · d1 white queen · e1 white king · f1 white bishop · g1 white knight · h1 white rook | a8 black rook · b8 black knight · c8 black bishop · d8 black queen · e8 black king · h8 black rook · a7 black pawn · b7 black pawn · c7 black pawn · d7 black pawn · f7 black pawn · g7 black pawn · h7 black pawn · e6 black pawn · f6 black knight · b4 black bishop · c4 white pawn · d4 white pawn · c3 white knight · a2 white pawn · b2 white pawn · e2 white pawn · f2 white pawn · g2 white pawn · h2 white pawn · a1 white rook · c1 white bishop · d1 white queen · e1 white king · f1 white bishop · g1 white knight · h1 white rook | a8 black rook · b8 black knight · c8 black bishop · d8 black queen · e8 black king · h8 black rook · a7 black pawn · b7 black pawn · c7 black pawn · d7 black pawn · f7 black pawn · g7 black pawn · h7 black pawn · e6 black pawn · f6 black knight · b4 black bishop · c4 white pawn · d4 white pawn · c3 white knight · a2 white pawn · b2 white pawn · e2 white pawn · f2 white pawn · g2 white pawn · h2 white pawn · a1 white rook · c1 white bishop · d1 white queen · e1 white king · f1 white bishop · g1 white knight · h1 white rook | a8 black rook · b8 black knight · c8 black bishop · d8 black queen · e8 black king · h8 black rook · a7 black pawn · b7 black pawn · c7 black pawn · d7 black pawn · f7 black pawn · g7 black pawn · h7 black pawn · e6 black pawn · f6 black knight · b4 black bishop · c4 white pawn · d4 white pawn · c3 white knight · a2 white pawn · b2 white pawn · e2 white pawn · f2 white pawn · g2 white pawn · h2 white pawn · a1 white rook · c1 white bishop · d1 white queen · e1 white king · f1 white bishop · g1 white knight · h1 white rook | a8 black rook · b8 black knight · c8 black bishop · d8 black queen · e8 black king · h8 black rook · a7 black pawn · b7 black pawn · c7 black pawn · d7 black pawn · f7 black pawn · g7 black pawn · h7 black pawn · e6 black pawn · f6 black knight · b4 black bishop · c4 white pawn · d4 white pawn · c3 white knight · a2 white pawn · b2 white pawn · e2 white pawn · f2 white pawn · g2 white pawn · h2 white pawn · a1 white rook · c1 white bishop · d1 white queen · e1 white king · f1 white bishop · g1 white knight · h1 white rook | 1 |
|   | a | b | c | d | e | f | g | h |   |

## Хипермодерниста
Арон Нимцович је био оснивач хипермодернизма. Био је модерниста и желео је да буде препознат као такав. Тражио је да шаховски свет препозна његов систем као побољшан и добар стил. Али шаховски свет је гледао на његове новотарије кроз наочаре Тарашеве школе, и није могао да види никакав нови метод, или то нису желели. Окаракерисали су Нимцовича да су његове партије биле чудне, а његов стил, бизаран.
1922. Нимцович се сели у Копенхаген где проводи остатак свог живота. Постао је шаховски учитељ у Данској.
Никада није играо меч за титулу светског првака. Имао је лошу срећу да је играо у врхунској форми када и Аљехин, који је играо меч против Капабланке и победио.

## Контрола центра у шаховској партији
Био је раван Аљехину, Ласкеру и Капабланки и није живео као Тарашеви крути и нееластични учитељи. Доказао је необјективност Тарашевих идеја. Основна идеја је била у контроли центра фигурама, а не пешацима.
Пронашао је такве концепте самозаштите, контроле центра фигурама уместо пешацима, блокаду, превентиву – превентивну игру у односу на противников план – и поново увео фијанкето у шаховску праксу. Такође је формализовао стратегију употребе отварања, претстраже и освајања седмог реда, која је и данас распрострањена.

## Турнири на којим је учествовао
На врхунцу своје каријере, Нимцович је био трећи играч у свету, одмах иза Аљехина и Капабланке. Никада није играо са њима у значајним мечевима. Један од његових најзначајнијих успеха је било прво место у Копенхагену 1928, у Карсбаду 1929, 1933. и 1934, друго место иза Аљехина у Сан Рему 1930.

### Турнири и мечеви до 1909.
| Година одржавања турнира | Место    | Пласман                                                         |
| 1904.                    | Кобург   | 1-2. Нојман, Видмар 13½; ... 6. Нимцович 10½                    |
| 1905.                    | Беч      | 1. Шлехтер 13; 2. Волф 12; ... 6. Nimzowitsch 9                 |
| 1905.                    | Минхен   | Меч против Спилмана +4 -4 = 5                                   |
| 1905.                    | Бармен   | 1. Флајшман 13; 2. Свидерски 12; ... 15-16. Нимцович, Шван 6    |
| 1906.                    | Минхен   | 1. Нимцович 8½; 2. Спилман 6½                                   |
| 1907.                    | Остенде  | 1-2. Бернштајн, Рубинштајн 19½; 3-4. Мисес, Нимцович 19         |
| 1907.                    | Карлсбад | 1. Рубинштајн 15; 2. Мароци 14½; ... 4-5. Нимцович, Шлехтер 12½ |
| 1908.                    | Минхен   | Меч против Спилмана +1 -4 =1                                    |

### Турнири и мечеви од 1910—1919.
| Година одржавања турнира | Место           | Пласман                                                                           |
| 1910.                    | Хамбург         | 1. Шлехтер 11½; 2. Дурас 11; 3. Нимцович 10½                                      |
| 1911.                    | Хамбург         | Меч против Леонарда +0 -4 =1                                                      |
| 1911.                    | Сан Себастијан  | 1. Капабланка 9½; 2-3. Видмар, Рубинштајн 9; ... 5-7. Нимцович, Шлехтер, Тараш 7½ |
| 1911.                    | Карлсбад        | 1. Тајхман 18; 2-3. Рубинштајн, Шлехтер 17; ... 5-6. Нимцович, Маршал 15½         |
| 1912.                    | Сан Себастијан  | 1. Рубинштајн 12½. 2. Нимцович 12                                                 |
| 1912.                    | Вилна           | 1. Рубинштајн 12; 2. Бернштајн 11½; ... 4. Нимцович 10½                           |
| 1913.                    | Санкт Петербург | 1-2. Аљехин, Нимцович 13½                                                         |
| 1913.                    | Санкт Петербург | Меч против Аљехина (плејоф) +1 -1 =0                                              |
| 1914.                    | Санкт Петербург | 1. Ласкер 13½; 2. Капабланка 13; ... 8. Нимцович 4                                |

### Турнири и мечеви од 1920—1929.
| Година одржавања турнира | Место        | Пласман                                                           |
| 1920.                    | Гетеборг     | 1. Рети 9½; 2. Рубинштајн 9; ... 12. Нимцович 4½                  |
| 1920.                    | Стокхолм     | Меч против Богољубова +1 -3 =0                                    |
| 1920.                    | Стокхолм     | 1. Богољубов 12½; 2. Нимцович 12; 3. Олсон 8                      |
| 1922.                    | Кристианштад | Меч против Хекансона +4 -1 =3                                     |
| 1922.                    | Копенхаген   | 1. Нимцович; 2-3. Гемзе, Јакобсен 5                               |
| 1923.                    | Колдинг      | Меч против Бринкмана +4 -0 =0                                     |
| 1923.                    | Копенхаген   | 1. Нимцович 8; 2-3. Тартаковер, Семиш 6                           |
| 1923.                    | Карлсбад     | 1-3. Аљехин, Богољубов, Мароци 11½; ... 6-7. Нимцович, Трејбал 10 |
| 1924.                    | Копенхаген   | 1. Нимцович 9½; 2. Џонер 8; 3. Нилсон 6½                          |
| 1925.                    | Баден-Баден  | 1. Аљехин 16; 2. Рубинштајн 14½; ... 9. Нимцович 11               |
| 1925.                    | Мариенбад    | 1-2. Рубинштајн, Нимцович 11; 3-4. Маршал, Торе 10                |
| 1925.                    | Вроцлав      | 1. Богољубов 9½; 2. Нимцович 7½                                   |
| 1926.                    | Семеринг     | 1. Спилман 13; 2. Аљехин 12½; ... 4-5. Нимцович, Тартаковер 11½   |
| 1926.                    | Дрезден      | 1. Нимцович 8½; 2. Аљехин 7                                       |
| 1926.                    | Хановер      | 1. Нимцович 6½; 2. Рубинштајн 6                                   |
| 1927.                    | Њујорк       | 1. Капабланка 14; 2. Аљехин 11½; 3. Нимцович 10½                  |
| 1927.                    | Берлин       | 1. Бринкман 6½; 2-4. Нимцович, Богољубов, Семиш 6                 |
| 1927.                    | Копенхаген   | 1. Мароци 4; 2-3. Нимцович, Фајн 3½                               |
| 1927.                    | Кечкемет     | 1. Аљехин 12; 2-3. Штајнер, Нимцович 11½                          |
| 1927.                    | Бад Ниндорф  | 1-2. Нимцович, Тартаковер 5½                                      |
| 1927.                    | Лондон - BEC | 1-2. Нимцович, Тартаковер 8                                       |
| 1927.                    | Лондон - ICC | 1. Нимцович 8½; 2. Јатес 6½                                       |
| 1927.                    | Лондон       | Меч против Ромија +1 -0 =1                                        |
| 1928.                    | Копенхаген   | 1. Нимцович 5½; 2-3. Гемзе, Андерсен 4½                           |
| 1928.                    | Берлин - BSG | 1. Нимцович 10; 2. Богољубов 9½                                   |
| 1928.                    | Копенхаген   | 1. Нимцович 4; 2. Норман-Хансен 3½                                |
| 1928.                    | Бад Кисинген | 1. Богољубов 8; 2. Капабланка 7; ... 5. Нимцович 6                |
| 1928.                    | Берлин - TB  | 1. Капабланка 8½; 2. Нимцович 7                                   |
| 1929.                    | Карлсбад     | 1. Нимцович 15; 2-3. Капабланка, Спилман 14½                      |

### Турнири и мечеви од 1930—1935.
| Година одржавања турнира | Место      | Пласман                                                         |
| 1930.                    | Санремо    | 1. Аљехин 14; 2. Нимцович 10½; 3. Рубинштајн 10                 |
| 1930.                    | Лиеж       | 1. Тартаковер 8½; ... 3-6. Нимцович, Ахес, Кол 6                |
| 1930.                    | Фракквурт  | 1-2. Нимцович, Кашдан 9; 3. Ахес 7                              |
| 1931.                    | Винтертур  | 1. Нимцович 7½; 2. Џонер 5½                                     |
| 1931.                    | Берн       | Меч против швајцарских мајстора                                 |
| 1931.                    | Блед       | 1. Аљехин 20½; 2. Богољубов 15; 3. Нимцович 14                  |
| 1933.                    | Копенхаген | 1. Нимцович 5½; 2. Штолц 5                                      |
| 1934.                    | Цирих      | 1. Аљехин 13; 2-3. Еве, Флор 12; ... 6-7. Бернштајн, Нимцович 9 |
| 1934.                    | Копенхаген | 1. Нимцович 6½; 2. Лундин; 3. Столберг 5½                       |
| 1934.                    | Гетеборг   | Меч против Столберга +2 - 4 = 2                                 |
| 1934.                    | Стокхолм   | 1. Лундин 7½; 2. Нимцович 7; 3. Штолц 6½                        |
| 1934.                    | Стокхолм   | Меч против Штолца +2 -1 =3                                      |

## Шаховски аутор
Написао је три књиге о шаховској стратегији. Mein System (My System) (1925), Die Praxis meines System (The Practice of my System), и Die Blockade (The Blockade).
- Арон Нимцович - Chess PRAXIS

- - .  978-1-84382-106-9.

- - Штампана: октобра 2003.

- Арон Нимцович - The Blockade: Die Blockade
  - Штампана: октобра 2006.
  - Издавач: Hardinge Simpole Ltd
  - .  978-1-84382-182-3.
  - .  978-1-84382-182-3.

- Арон Нимцович - Carlsbad International Chess Tournament 1929
  - Штампана: септембра 2004.
  - .  978-0-486-43942-6.
  - .  978-0-486-43942-6.

- Арон Нимцович - My System: 21st Century Edition
  - Штампана: март 1992.
  - Издавач: Hays Pub
  - .  978-1-880673-85-0.
  - .  978-1-880673-85-0.

И други аутори су писали о Нимцовичу и његовим партијама:
- Raymond Keene - Aron Nimzowitsch: A Reappraisal,
  - Издавач: Batsford; Algebraic Ed edition (30. јун 2003.)
  - Језик: енглески
  - .  978-0-7134-8438-0.
  - .  978-0-7134-8438-0.

- Raymond Keene - Nimsowitsch / Larsen Attack 1b3,
  - Штампана: октобра 2002.
  - .  978-1-84382-060-4.

- Byron Jacobs, Jonathan Tait - Nimzo-Larsen Attack
  - Штампана: септембра 2001.
  - .  978-1-85744-286-1.

- Irving Chernev - Twelve Great Chess Players and Their Best Games
  - Штампана у Доверу: августа 1995.
  - .  978-0-486-28674-7.

## Шаховска отварања са његовим именом
Многа шаховска отварања и варијанте носе име по њему као Нимцо-индијска одбрана (1.d4 Sf6 2. c4 e6 3.Sc3 Lb4) и Нимцовичева одбрана (1. e4 Sc6). Оба ова отварања представљају Ницовичеву идеју о контроли центра фигурама. Такође је дао свој допринос у Франсуској одбрани која је названа Нимцовичева варијанта (1.e4 e6 2.d4 d5 3. Sc3 Lb4) као и варијацију у Винаверовој варијанти (1.e4 e6 2.d5 e5).
Нимцович је имао утицаја на бројне шахисте, укључујући Рихарда Ретија и Тиграна Петросјана а његов утицај је и данас значајан.
Бројне су анегдоте везане за Нимцовича. Пошто је изгубио прво место на турниру јер је био поражен од Семиша устао је са табле и рекао: „Зашто морам да изгубим од овог идиота?“
Иако Нимцович није остварио ниједну победу против Капабланке, играо је много боље против Аљехина. Успео је да победи Аљехина са црним фигурама у Санкт Петербургу, 1914.